# Pinball 2000
Pinball 2000 è un videogioco pubblicato nel 1995 da 21st Century Entertainment in esclusiva per sistema MS-DOS. Praticamente è il porting del videogioco Pinball Dreams pubblicato nel 1992, ed è un simulatore di flipper.

## Tavoli
Il videogioco comprende due tavoli flipper, il primo è Rocket ambientato nel lancio di razzi spaziali. Il secondo è Graveyard ed è un flipper a tema horror ambientato in un cimitero. Ai due tavoli sono stati cambiati i nomi rispetto a Pinball Dreams dove venivano chiamati Ignition e Nightmare.